# Puccinia monoica
Puccinia monoica ist eine Ständerpilzart aus der Ordnung der Rostpilze (Pucciniales). Der Pilz ist ein Endoparasit von Kreuzblütengewächsen sowie verschiedener Süßgräser. Symptome des Befalls durch die Art sind Rostflecken und Pusteln auf den Blattoberflächen der Wirtspflanzen. Sie ist in Nordamerika verbreitet.

## Merkmale

### Makroskopische Merkmale
Puccinia monoica bildet in der Haplontenphase an der Triebspitze seines Wirtes, meist Gänsekressen,  mit umgewandelten gelb gefärbten Blättern eine "Pseudoblume" aus. Auf dem Dikaryontenwirt ist der Pilz mit bloßem Auge nur anhand der auf der Oberfläche des Wirtes hervortretenden Sporenlager zu erkennen. Sie wachsen in Nestern, die als gelbliche bis braune Flecken und Pusteln auf den Blattoberflächen erscheinen.

### Mikroskopische Merkmale
Das Myzel von Puccinia monoica wächst wie bei allen Puccinia-Arten interzellulär und bildet Saugfäden, die in das Speichergewebe des Wirtes wachsen. Die systemisch wachsenden Aecien des Pilzes besitzen 17–30 × 15–24 µm große, hyaline Aeciosporen mit runzliger Oberfläche. Die zimtbraun Uredien der Art wachsen zumeist oberseitig auf den Blättern der Wirtspflanze. Ihre goldenen bis zimtbraunen Uredosporen sind für gewöhnlich breitellipsoid, 26–30 × 22–26 µm groß und fein stachelwarzig. Die meist blattoberseitig wachsenden Telien der Art sind schwarzbraun, pulverig und früh offenliegend. Die goldenen bis hell haselnussbraunen Teliosporen des Pilzes sind zweizellig, in der Regel langellipsoid und 40–51 × 19–23 µm groß. Ihre Stiele sind gelblich und bis zu 120 µm lang.

## Verbreitung
Das bekannte Verbreitungsgebiet von Puccinia monoica reicht von British Columbia und Wisconsin bis nach New Mexico.

## Ökologie
Die Wirtspflanzen von Puccinia monoica sind für den Haplonten Kreuzblütengewächse, vor allem Gänsekressen (Arabis spp.) und Boechera sowie diverse Süßgräser für den Dikaryonten. Der Pilz ernährt sich von den im Speichergewebe der Pflanzen vorhandenen Nährstoffen, seine Sporenlager brechen später durch die Blattoberfläche und setzen Sporen frei. Die Art verfügt über einen Entwicklungszyklus mit Telien, Uredien, Spermogonien und Aecien und macht einen Wirtswechsel durch.
Puccinia monoica bildet ähnlich wie Uromyces pisi in der Haplontenphase an der Triebspitze seines Wirtes, meist Gänsekressen,  eine "Pseudoblume" aus. Diese imitieren gelbblühende Wildblumen wie Hahnenfuß nicht nur im sichtbaren Licht, sondern auch nahe im ultravioletten Bereich, der für Bienen sichtbar und damit attraktiv ist. Zudem sondern sie auch diverse Duftstoffe (Phenole, Aldehyde und Ester) aus, um echten Blumen möglichst ähnlich zu sein. Außerdem erzeugt der Wirt, durch den Pilz verursacht, eine süße klebrige Substanz, von der sich die Bienen ernähren.

## Systematik
Puccinia monoica besteht aus einem ganzen Artenkomplex. Es werden mindestens vier Arten unterschieden: Puccinia monoica Sensu stricto, Puccinia consimilis,  Puccinia thlaspeos und Puccinia holboellii, die sich nur in ihrem Zyklus (Wirtswechsel oder nicht) und Vorhandensein verschiedener Sporenstadien unterscheiden. Nach molekularbiologischen Untersuchungen gibt es aber vermutlich noch mehr kryptische Arten.